# خیابان مجاهدین اسلام
خیابان مجاهدین اسلام (ژاله پیشین)، (نام اولیه: خیابان نگارستان متصل به کاخ و میدان نگارستان)،  خیابانی قدیمی در منطقهٔ دوازده تهران و یکی از نقاط اتصال مرکز به شرق تهران است. این خیابان از باختر به خیابان و میدان بهارستان و از خاور به خیابان شهباز (۱۷ شهریور کنونی) و میدان شهدا (ژاله) محدود می‌شود.
چهارراه آب سردار، خیابان ایران، بیمارستان‌های شفا یحیائیان و معیری، هیئت فاطمیون تهران، برج‌های مسکونی بهنام، ساختمان شهرداری منطقه ۱۲ و ساختمان مجلس شورای اسلامی در این خیابان قرار دارند.
ایستگاه، کوچه و فروشگاه‌های بهنام در این خیابان هستند که از نام «زمان خان بهنام» از کتاب‌فروشان بنام تهران در اواخر سدهٔ سیزدهم و آغاز سدهٔ چهاردهم خورشیدی برگرفته شده‌ است. منزل وی در این خیابان (ایستگاه بهنام) و کتاب‌فروشی‌اش در میدان بهارستان واقع شده بودند.
در دوره رضاشاه در کنار جاده دوشان‌تپه (خیابان ژاله) کانون صنعتی شرق تهران شکل گرفت. در این ناحیه کارخانه‌های رسومات، آسفالت‌سازی، مسلسل‌سازی، هواپیماسازی شهباز، بتن‌ریزی و کارخانه برق دولتی بودند.